# Бонате-Сопра
Бонате-Сопра (итал. Bonate Sopra) — коммуна в Италии, располагается в регионе Ломбардия, в провинции Бергамо.
Население составляет 7537 человек (2008 г.), плотность населения составляет 1269 чел./км². Занимает площадь 6 км². Почтовый индекс — 24040. Телефонный код — 035.
В коммуне 15 августа особо празднуется Успение Пресвятой Богородицы.

## Демография
Динамика населения:

## Администрация коммуны
- Официальный сайт: http://www.comune.bonatesopra.bg.it/